# غابرييلا راديشي
غابرييلا راديشي (بالإسبانية: Gabriela Radice)‏ هي كاتِبة وصحفية أرجنتينية، ولدت في 1968 في بوينس آيرس في الأرجنتين.